# تعدد الرأس

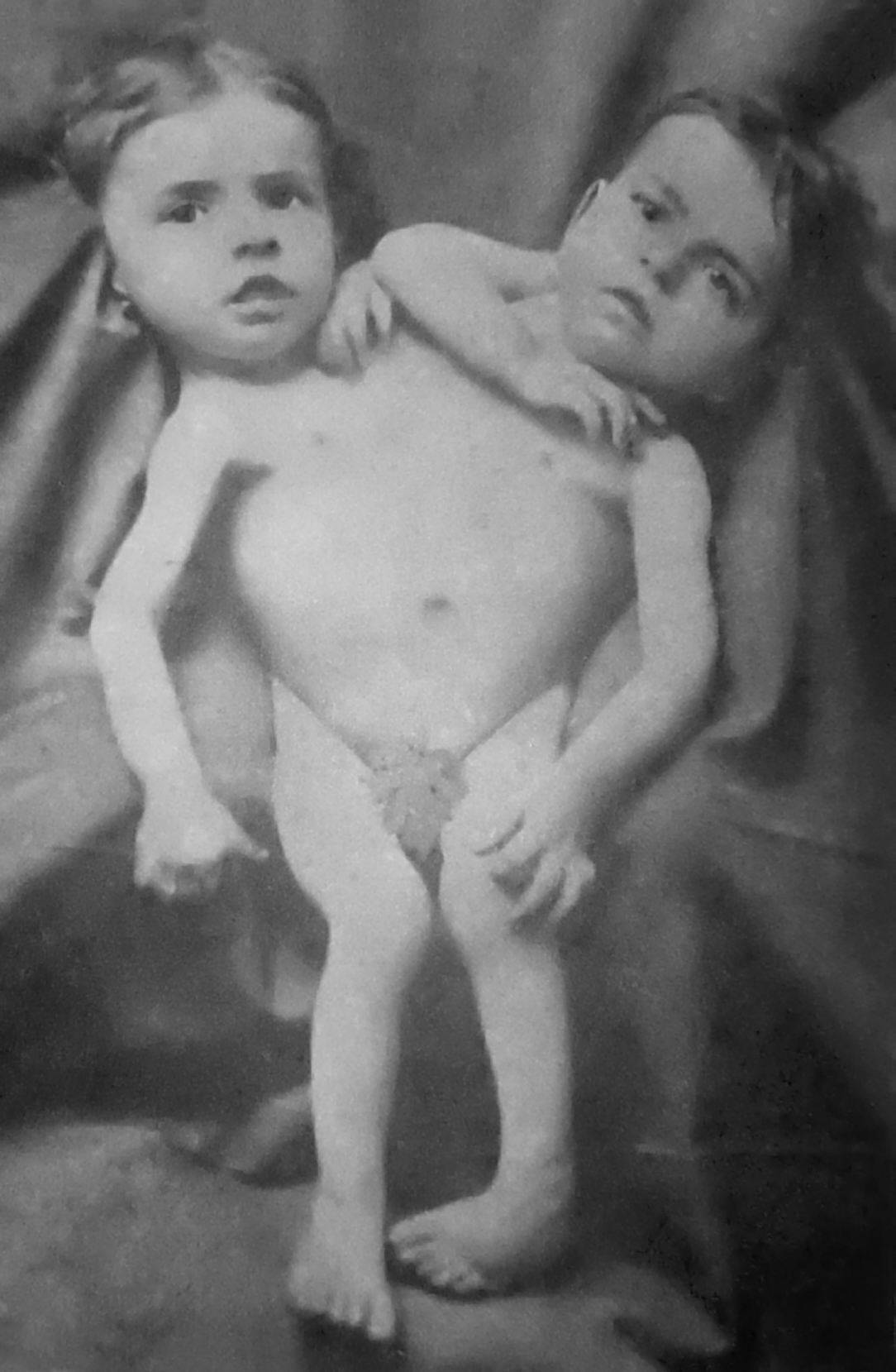
تعدد الرأس

تعدد الرأس هو حالة وجود أكثر من رأس واحد. المصطلح مشتق من الجذرين اليونانيين بولي، وتعني «متعدد» وسيفالي، وتعني «الرأس». يُستخدم مصطلح الكائن متعدد الرأس لوصف كائن لديه جزء زائد من الجسم، أو كائنين أو أكثر بجسم مشترك.
تعد الحيوانات ذات الرأسين (تسمى ثنائية الرأس) والحيوانات ذات الثلاث الرؤوس (ثلاثية الرؤوس) الأنواع الوحيدة من الكائنات متعددة الرؤوس التي تُرى على أرض الواقع، وتتشكل بنفس عملية تشكل التوائم الملتصقة من أجنة أحادية الزيجوت.
في البشر، هناك نمطان من التوأمة قد يؤديان إلى تشكل رأسين يدعمهما جذع واحد. في التوائم ثنائية الرأس، يكون الرأسان إلى جانب بعضيهما. في متحد القحفين الطفيلي، يرتبط الرأسان ببعضهما البعض مباشرةً، لكن رأسًا واحدًا فقط يملك جذع وظيفي. تندر حالات البقاء على قيد الحياة حتى سن البلوغ، لكنها تحدث في بعض أشكال التوائم ثنائية الرأس.
يشيع تمثيل الحيوانات متعددة الرؤوس في الأساطير. في الدرعيات وعلم الرايات، يعتبر العقاب ذو الرأسين رمزًا شائعًا، رغم عدم وجود مثل هذا الحيوان على الإطلاق.

## حالات
توجد أدلة قديمة موثقة على وجود أشخاص وحيوانات ذات رأسين، رغم ندرتها.

### الحالات بين البشر
في البشر، كما هو الحال في الحيوانات الأخرى، يمكن أن تؤدي التوأمة الجزئية إلى تشكل رأسين يدعمهما جذع واحد. يمكن أن يحدث ذلك بطريقتين، هما حالة التوائم ثنائية الرأس، إذ يوجد رأسان إلى جانب بعضيهما، أو متحد القحفين الطفيلي، إذ يرتبط الرأسان مباشرةً.

#### التوائم ثنائية الرأس
في التوائم ثنائية الرأس، يكون الرأسان إلى جانب بعضيهما، على جذع ذي قدمين، مع مستويات مختلفة من توأمة الأعضاء والبنى ضمن الجذع. قد يكون للجسم المشترك أربعة أذرع معًا، أو ثلاثة أذرع، أو ذراعان فقط. هناك مصطلحات طبية يونانية لهذه الاختلافات، فمثلًا، يعني مصطلح ديبراكيوس ثنائي الأذرع، أما مصطلح تريبراكيوس، فيعني ثلاثي الأذرع. قد يحتوي كلا الرأسين على دماغ مكتمل، أو قد يكون أحدهما عديم الدماغ. إذا استمر الحمل، فعادةً ما تولد التوائم ثنائية الرأس ميتة، أو تموت بعد الولادة بفترة وجيزة. مع ذلك، قد تحدث حالات النجاة حتى سن البلوغ أحيانًا عند ولادة التوأم بثلاثة أو أربعة أذرع. تتحسن فرص البقاء على قيد الحياة في حال وجود قلبين كاملين. يُمنع إجراء جراحة الفصل، إلا في الحالات التي يكون فيها أحد التوأمين على وشك الموت.

#### متحد القحفين الطفيلي
متحد القحفين الطفيلي هو حالة نادرة للغاية يكون فيها الرأسان مرتبطين ببعضهما البعض بشكل مباشر، ويكون لدى أحد التوأمين (المعروف باسم الشق الذاتي) جذع وظيفي، بينما يكون الآخر (المعروف باسم الشق الطفيلي) ذا جذع ضامر. يتزود الطفيلي بالدم من الشق الذاتي مباشرةً. هذا يهدد حياة الشق الذاتي عن طريق وضع عبء إضافي على أعضائه الحيوية. أجريت عمليات فصل الرأسين على أمل إنقاذ الشق الذاتي.

### الحالات بين الحيوانات
غالبًا ما تتصدر الحيوانات متعددة الرأس عناوين الأخبار المحلية عند العثور عليها. أكثر الحيوانات ذات الرأسين شيوعًا هي السلاحف والثعابين. تشمل الأنواع الأخرى المعروفة برأسين الماشية والأغنام والخنازير والقطط والكلاب والأسماك. في عام 1894، أُبلغ عن مشاهدة حجل برأسين في بوسطن، ماساتشوستس. أثار الاهتمام لكونه حيوان ثنائي الرأس باقٍ على قيد الحياة حتى سن البلوغ برأسين مثاليين. نشر العلماء دراساتهم حول تشريح مثل هذه الحيوانات في المجلات الحديثة منذ ثلاثينيات القرن العشرين على الأقل. نُشرت ورقة بحثية حول تشريح قطة ذات رأسين في عام 1929.

#### التشريح واللياقة البدنية
في الحالات التي تكون فيها الرؤوس المتعددة نامية تمامًا وغير طفيلية، تشترك في عملية التحكم في الأعضاء والأطراف، رغم اختلاف البنية المحددة للوصلات العصبية. غالبًا ما تتحرك الحيوانات بطريقة مشوشة وكأنها مصابة بالدوار، إذ «تتجادل» الأدمغة مع بعضها البعض؛ فتمشي بعض الحيوانات بحركة متعرجة دون أن تصل إلى أي مكان هدف. قد تهاجم رؤوس الأفاعي وربما تحاول ابتلاع بعضها البعض. لهذا السبب، نادرًا ما تنجو الحيوانات متعددة الرأس في البرية مقارنةً بالحيوانات الطبيعية أحادية الرأس.
تعيش معظم الثعابين ذات الرأسين لبضعة أشهر فقط، رغم الإبلاغ عن أن بعضها يعيش حياة كاملة وقد تتكاثر حتى، مع ولادة ذرية طبيعية. نجت أفعى جرذ سوداء برأسين مع حلق ومعدة منفصلتين لمدة 20 عامًا. نجت أفعى جرذ مهقاء ذات رأسين تُدعى «وي» في الأسر لمدة 8 سنوات. تشير بعض التوقعات أن التوالد الداخلي بين الثعابين في الأسر يزيد من فرص ولادة ثعابين برأسين.